# 紋合わせ
紋合わせ（もんあわせ）とは、事前に1枚の紙に書かれた紋（マーク）を選んでおき、くじを引いて選んだ紋と同じ紋が書かれた紙が出れば当たりという、日本の遊びである。「とっこ」「ひっぺがし」「紋紙」「紋富」とも呼ばれる。
一般的な紋合わせとしては、「とっこ」の場合、台紙の中央に「とっこ」「みます」「丸に矢羽根」「しまだ」「丸に鶴」「丸に仙」の6種類の紋が描かれ、事前に1種類の紋を選んでおく。そして、周囲にそれらの一つが書かれた紙が丸めて多数付けられている物の中から、1枚のくじを引き、選んだ紋と同じ紋が出れば当たり（選んだ紋に書かれた点数がもらえる事もある）という遊びである。
江戸時代からあったと言われ、元は賭博であった。また紋の種類が6種類でなかったり（100種類以上ある物も）、1枚のくじを引くのではなく、左右に貼ってあるくじを一つずつ引き、二つのくじ紙に書かれている紋が合えば当たるという方法もある。駄菓子屋や祭の場で出される事もあり、当たりの場合景品が出る事もある。戦前は結構遊ばれたが、近年は殆ど姿を消している。